# 징겐
징겐(독일어: Singen)은 독일 바덴뷔르템베르크주에 위치한 도시로 면적은 61.75km2, 높이는 429m, 인구는 47,287명(2015년 12월 31일 기준), 인구 밀도는 770명/km2이다. 독일-스위스 국경의 북쪽에 위치한다.

## 위치
징겐은 독일-스위스 국경 바로 북쪽에 있는 보덴호와 가까운 독일 바덴뷔르템베르크주 최남단에 위치한 산업 도시로 헤가우 지역에서 가장 중요한 도시이다.

## 랜드마크
싱겐의 가장 유명한 랜드마크는 나폴레옹 전쟁 중 프랑스군에 의해 파괴된 요새의 폐허가 있는 화산 그루터기인 호헨트빌(Hohentwiel)이다.

## 징겐 루트
싱겐은 제2차 세계대전의 징겐 루트로 군 역사에서 유명하다. 스위스로 향하는 이 경로는 1940년 네덜란드 해군 중위 한스 라리브가 조에스트의 장교 포로 수용소(Oflag)에서 첫 번째 탈출 시도에서 발견했다. 징겐(Singen) 근처의 스위스 국경에서 체포된 후 심문 중인 게슈타포 장교는 독일이 곧 전쟁에서 ㅌ승리할 것이라고 확신하여 라리브에게 국경을 안전하게 건너라고 말했다. 라리브는 잊지 않았고 많은 수감자들이 이후 이 경로를 사용하여 탈출했다. 여기에는 콜디츠가 장교포로수용수 오플라그(Oflag IV-C)로 전쟁에 사용되었을 때, 콜디츠성에서 탈출한 라리브 자신, 프란시스 슈타인메츠, 안토니 루테인, 아이라이 네아베, 파트 리트 및 하워드 와들이 포함되었다.

## 교통
징겐역은 3개의 철도 노선과 슈투트가르트와 스위스 샤프하우젠으로 연결되는 슈투트가르트-하팅겐 철도의 터미널이 있는 중요한 지역 기차 허브이다.

## 자매 도시
- 프랑스 라시오타
- 이탈리아 포메치아
- 슬로베니아 첼레
- 우크라이나 코벨랴키